# 萨米·克林甘
森美爾·"森美"·奇寧根（英語：Samuel "Sammy" Clingan，1984年1月13日—）在北愛爾蘭首府贝尔法斯特出生，是一名足球運動員，司職防守中場，現時效力英冠球會高雲地利，是球隊的隊長，他亦是現任北愛爾蘭國腳。

## 生平

### 球會

#### 早年
奇寧根以青年學徒球員身份於2001年8月在狼隊出道，2003/04年球季更獲委任為預備隊的隊長，但卻一直無法晉身一隊，只曾在同季於球隊處身英超時兩次擔任沒有上陣的板凳球員。效力期間曾分別於2004年10月及2005年8月兩度外借到英甲的車士打菲特汲取上陣經驗，在各項賽事合共上陣37場及射入3球。首次借用初步為期1個月，於2004年10月10日作客0-1負於領頭羊侯城初披戰衣上陣；10月20日主場4-0大勝史托港，奇寧根以一記禁區外「窩利」為球隊先拔頭籌兼取得個人首個入球；10月30日作客對錫周三他又取得入球為球隊扳平2-2。由於表現出色而獲延長借用兩個月至翌年1月才結束。休季期間車士打菲特兩度求購奇寧根，均被狼隊以出價太低為由而拒絕，其時他卻在一場閉門友誼賽折斷手腕。奇寧根於8月再以借用身份第二度加盟車士打菲特，為期6個月，與上次借用稍有不同，他不再是當然正選球員，時任領隊萊·麥花倫（Roy McFarland）告訴他需要耐心等待以取得常規正選席位。11月26日主場1-1賽和黑池，奇寧根憑自由球射入首開記錄。

#### 諾定咸森林
2006年1月23日，英甲球會諾定咸森林僅以象徵費用羅致奇寧根，簽署兩年半合約。他在1月27日主場0-2負於班士利首次上陣。翌季他鞏固在隊中常規正選的席位，2007年元旦作客0-5大敗於奧咸腳下，他於21分鐘遭紅牌驅逐離場；3月3日主場5-1大破哈德斯菲爾德，他於開賽後僅12分鐘便因腳踝骨折而退下火線，並提早結束球季。
2007/08年球季展開前奇寧根趕及復原，於揭幕戰主場0-0賽和般尼茅夫兩次射門分別中柱及中楣彈出。11月23日主場對克魯，奇寧根下半場憑離門22碼自由球射入，為球隊鎖定2-0勝局兼保持主場7仗不敗，更升上聯賽榜次席，亦是他加盟森林22個月上陣59場後取得的首個入球。12月7日作客2-0擊敗白禮頓，他又因魯莽攔截而被球證直接出示紅牌趕離場，連續兩季有見紅記錄。森林最終於聯賽煞科日主場3-2險勝伊奧維，加上同日唐卡士打不敵車頓咸，取得聯賽亞軍及直接升班英冠資格。季後約滿的奇寧根獲森林提供新約，但被他拒絕，隨即惹來多支英冠球隊包括昆士柏流浪、葉士域治及诺里奇城表示有意羅致。

#### 諾域治
2008年6月17日奇寧根同意於7月1日約滿後免費轉投英冠球會诺里奇城，簽約兩年，是時任領隊格伦·罗德尔在夏季首名羅致的球員。8月9日揭幕戰作客對高雲地利處子登場，他在禁區內侵犯對手導致先失十二碼，最終0-2落敗而回。季內奇寧根成為諾域治的十二碼劊子手，分別在對打比郡、錫周三、班士利及葉士域治主罰極刑，四射四中。2009年3月6日奇寧根獲委任為球隊的副隊長。奇寧根透露於2009年1月轉會窗時，英超球會富咸曾有意羅致他。3月22日作客對伯明翰城，他射入一個離門25碼的自由球，賽和1-1奪得寶貴的1分；聯賽煞科日作客對篤定降班的查爾頓，開賽後半小時已落後三球，雖然奇寧根轟入一記漂亮的自由球，最後仍輸2-4，而同日作賽的班士利獲勝，導致諾域治自1960年以來首次降班至第三級聯賽。
隨著諾域治降班後，奇寧根吸引多支球隊的注意，高雲地利、卡迪夫城及莱斯特城均與他扯上關係，而他亦沒有隨隊前往蘇格蘭參加季前之旅。

#### 高雲地利
奇寧根轉會高雲地利一直在夏季轉會窗中拉拉扯扯，原本高雲地利與諾域治已達成交易協議，但因奇寧根的代理人要求收取費用而拉倒，但時任領隊基斯·高文（Chris Coleman）表示高雲地利仍然有意羅致奇寧根，並於7月24日為他進行體檢，同日落實加盟，雙方簽訂三年合約，沒有透露轉會費金額，一場轉會鬧劇正式閉幕。8月9日於聯賽揭幕戰主場2-1擊敗葉士域治首次披上高雲地利的天藍戰衣；9月19日作客對普雷斯頓，奇寧根憑35碼外自由球「灣」入，為球隊先拔頭籌兼取得加盟後首球，雖然最終2-3落敗而回，但他在接下來的3仗再轟入兩球，先在對屈福特離門25碼射破人叢入網；然後在對莱斯特城又射入一記漂亮的罰球，但他卻在這場賽事中腳趾骨折，需要缺陣6星期。期間高雲地利七戰未嘗一勝，成績下滑至接近降班區域。
2011年夏季由於卡斯利（Lee Carsley）、及先後離隊，奇寧根獲委擔任球隊的隊長，其合約於季後屆滿，他表示願意留隊。12月3日作客1-2負於樸茨茅夫腳部受傷因而缺席對侯城的賽事，經照射X光後發現傷勢比預期嚴重，腳趾有骨裂而需缺陣數星期。

### 國家隊
奇寧根曾代表北愛爾蘭在U15、U16、U19、U21及U23等不同年齡級別參加青少年國際賽，於11次代表U21上陣取得1個入球，並曾擔任球隊隊長。
他於2006年隨同成年國家隊到訪美國進行兩場友誼賽，5月21日在紐約的巨人體育場（Giants Stadium）首次披甲上陣出戰烏拉圭。而其首場具競爭性的國際賽是在同年9月2日的歐國盃外圍賽首場賽事，北愛主場0-3負於冰島。奇寧根繼續參與整個外圍賽，僅因傷缺陣兩場，9月6日北愛主場爆冷門3-2擊敗西班牙，大衛·希利演出帽子戲法，而其第二個入球便是由奇寧根的自由球助攻取得。

## 榮譽
諾定咸森林
- 英格蘭足球甲級聯賽亞軍：2007/08年（直接升班）；

## 外部連結
- 高雲地利官網簡歷
- 北愛足總官網簡歷 （页面存档备份，存于）
- 足球数据库：森美·奇寧根的球员统计数据